# Yubisaki Milk Tea
Yubisaki Milk Tea (ゆびさきミルクティー Yubisaki Miruku Tii) er en japansk mangaserie af Tomochika Miyano (宮野 ともちか). Serien gik i magasinet Young Animal januar 2003 – januar 2007 og oktober 2009 – marts 2010 og er undervejs blevet samlet i 10 bind. Serien er ikke oversat til dansk men til tysk og engelsk.

## Plot
Seriens hovedperson er gymnasieeleven Yoshinori Ikeda, der en dag må springe ind som model i brudekjole, da hans søster tager på date. Det går efterfølgende op for ham, at han lide at klæde sig som pige, hvilket han udnytter til at lave selvportrætter. Men det mere centrale punkt i Yoshinoris liv såvel som for flere andre personer i serien er den svære kærlighed. For dels er der nabopigen Hidari, han har kendt siden barndommen, men som han har svært ved at erkende er ved at være en voksen pige. Og dels er der klassekammeraten Minamo, der isolerer sig, men som Yoshinoris kvindelige jeg, Yuki, får åbnet op for. De to piger bliver også forelskede i ham, men da Minamo giver Hidari lektiehjælp, varer det ikke længe, før de begge bliver klar over sammenhængen, hvilket giver et til tider anstrengt men ikke egentligt fjendtligt forhold. Yoshinoris følelser for begge vokser støt gennem serien, og han har svært ved at vælge mellem dem. Til overflod forelsker hans bedste ven, Wataru, sig i Yuki, men både Wataru og Hidari har uden rigtig at opfatte det også deres eget begær.
De gennemgående temaer i serien er dels Yoshinoris forkærlighed for at klæde sig som pige og dels den svære kærlighed i til tider snart sagt alle tænkelige kombinationer. Der forekommer noget seksuel humor men kun i begrænset omfang egentligt samkvem men dog nok til, at dele af serien må betegnes som uegnet for børn. Blandt de mere uskyldige tilbagevendende temaer er flere af figurernes involvering i fodbold og basketball såvel som skolelivets prøvelser i al almindelighed.

## Personer
- Yoshinori Ikeda (Yuki) (池田 由紀 （ユキ）, Ikeda Yoshinori (Yuki)) er seriens hovedperson og gymnasieelev. Han kan godt lige at klæde sig som pige og tage selvportrætter som sådan, da han også kan lide at fotografere. Nogle af billederne bliver så efterfølgende med eller mod hans vilje brugt i fotoforretningen, hvor han har et fritidsjob. Som pige kalder han sig Yuki og kan som sådan narre folk ved første bekendtskab, men nogle gennemskuer ham ved nærmere øjensyn uden dog at forråde ham. For han er nemlig også en venlig og hjælpsom person. Men med piger er det svært, og han elsker skiftevis Hidari og Minamo men har svært ved at tackle dem hver især og kommer flere gange til at såre dem. Her kommer Yuki dog nogle gange til hjælp. Men trods egen og andres glæde over Yuki er Yoshinori også klar over, at hans kvindelige personlighed vil glide ud, når han bliver en mand, hvad enten han ønsker at blive det eller ej. 
 Kanjiene for Yoshinoris navn, 由紀, kan også læses som Yuki, men i den japanske original skrives Yuki normalt med katakana, ユキ, for at skelne. Som dreng kaldes Yoshinori af Hidari og Kagami for Nori-kun (紀くん, Nori-kun). Minamo kalder ham indledningsvis drillende Catherine (キャサリン, Kyasarin) men holder dog op med det, da hun beder om at hun og Yuki skal være veninder.

- Hidari Morii (森居 左, Morii Hidari) er Yoshinoris to år yngre nabo. Hun har kendt Yoshinori, siden de var små, og elsker ham, men han har svært ved at se hende som en voksen kvinde. Hun vil gerne vokse op og komme tættere på Nori-kun, som hun kalder ham, skønt han egentlig ønsker, at hun forbliver, som hun er. Hun vender sig efterhånden mod kvindefodbold for at lægge lidt distance, men hendes virkelige mål er stadig hendes elskede Nori-kun. Opdager efter nogle kapitler at Yuki i virkeligheden er Yoshinori og behandler dem siden under tiden som en og under tiden som to personer. 
 I den japanske original skrives Hidari kun sjældent med den officielle kanji, 左, og i stedet som oftest med hiragana, ひだり.

- Minamo Kurokawa (黒川 水面, Kurokawa Minamo) er Yoshinoris klassekammerat og klassens dygtigste. Hun har det svært med andre, men Yoshinori forklædt som Yuki formår alligevel at gennembryde hendes panser. Hun gennemskuer ham med det samme og kalder ham indledningvis drillende Catherine men holder siden et stykke tid fast på, at han fortsat skal forklæde sig som pige, når de mødes. Efterhånden bliver hun dog mere indforstået med Yoshinori som dreng og forelsker sig i ham, der som den eneste for alvor ser hendes indre skønhed og ikke blot den lejlighedsvise ydre. Hun er imidlertid også Hidaris hjælpelærer og værdsætter hende mere, end en sådan normalt ville gøre. Hun ser Hidari som ideal, mens Yoshinori synes hun selv kommer tæt på hans ideal. I forhold til andre åbner hun ved Yoshinoris/Yukis mellemkomst mere op med tiden om end mest i forhold til en begrænset gruppe af venner i stedet for klassens andre piger, som hun stadig står i modsætning til.

- Wataru Takatsuki (高槻 亘, Takatsuki Wataru) er Yoshinoris klassekammerat og bedste ven. De har tidligere spillet fodbold sammen, og Wataru er fremdeles aktiv som en dygtig spiller. Han forelsker sig ved et tilfælde i Yuki uden at ane sammenhængen. En kende problematisk for Yoshinori, der på den ene side ikke vil skuffe sin bedste ven og gerne vil lege med sit kvindelige jeg men på den anden side må undgå, at det kommer for vidt.

- Sumika Kagami (加賀見 栖, Kagami Sumika) er Hidaris klassekammerat og veninde. Hun er den, Hidari kan komme til, når det hele kører skævt, men hvad Hidari ikke synes at opfatte er, at Kagami nærmest elsker hende. Selv bliver hun elsket af drenge, men de synes ikke at interessere hende.

- Miki Ikeda (池田 未記, Ikeda Miki) er Yoshinoris storesøster, som han bor alene sammen med. Hun kærer meget om ham og er hans fortrolige, selv om der også kan opstå småkonflikter mellem dem. Hun arbejder som sekretær men udmærker sig i øvrigt ved sit flittige forbrug af kærester. Efterhånden koncentrerer hun sig dog om deres nabo, Hidaris far Yusuke Morii.

- Kunihiko Koyama (小山 邦彦, Koyama Kunihiko) er ejer af fotoforretningen, hvor Yoshinori arbejder. Han ser Yoshinoris talent som fotograf og hjælper ham. Han evner imidlertid også at se, når det foregår problemer inde i Yoshinori.

- Toko Nogi (乃木 東子, Nogi Touko) er en sporty pige på skolen og anfører for pigernes basketballhold. Efter at have opdaget Yoshinoris hemmelighed og forholdet til Minamo bliver hun Minamos anden gode ven og søger at hjælpe Yoshinoris og Minamos forhold på vej. Selv har hun et gammelt men nu noget anstrengt forhold til Kodama.

- Sakura (佐倉, Sakura) er Hidaris klassekammerat og en dygtig fodboldspiller. Han elsker hende men får kun en kurv ud af det.

- Yusuke Morii (森居 佑介, Morii Yuusuke) er Hidaris far, der har opdraget hende, siden moderen, Sachi, døde. Hidari har et nært forhold til sin far men må sande, at Miki også kommer ind i billedet.

- Sachi Morii (森居 佐智, Morii Sachi) var Hidaris mor men døde 6-7 år før seriens start. Hidari kommer til at ligne hende mere med alderen.

- Nobuko Chigaya (茅 伸子, Chigaya Nobuko) er træner for drengefodboldklubben og hemmeligt forelsket i Wataru, der nok opfatter det, men som i stedet elsker Yuki.

- Yori Hotta (堀田 依, Hotta Yori) er en pige, der ser Hidaris talent for fodbold og får hende aktiv i kvindefodbold, da hun (Hotta) danner et pigehold. Det er også via fodbolden, hun kender Wataru, i det de træner sammen.

- Yu (瑛, Yuu) er en af pigerne på Hottas fodboldhold. Mener Hotta kører Hidari for hårdt.

- Chika Kodama (児玉 睦, Kodama Chika) er Yoshinoris klassekammerat. Han er et vidunderbarn og er en dygtig maler. Men han har også et godt øje til både sommerfugle og nøgleben. Har et gammelt forhold til Toko, som i nutiden imidlertid er lidt anstrengt.

- Hiroaki Kagami (加賀見 ヒロアキ, Kagami Hiroaki) er Sumikas onkel og tager som sådan nøgenbilleder af hende. Han er imidlertid også redaktør på fotomagasinet Photogenic og ser Yoshinoris talent som fotograf.

- Rieko Shiba (芝 りえ子, Shiba Rieko) er en pige på skolen og teatergruppens nye stjerne. Hun har varme minder om Yoshinori, som hun forelsker sig i. Men i modsætning til de syv andre, som hun har smilet til og efterfølgende afvist, da de erklærede hendes deres kærlighed, er Yoshinori ikke så nem at knække.

## Mangaserien
Som nævnt i indledningen blev serien første gang udsendt i januar 2003 i magasinet Young Animal. I første omgang var det kun tanken at serien skulle være på 6 kapitler, der blev samlet i et oprindeligt unummereret bind. Det blev imidlertid besluttet at fortsætte serien, der efterhånden voksede til 74 kapitler, hvoraf det sidste blev bragt i Young Animal 1/2007. I den mellemliggende periode fik nyoplag af det første bind nr. 1 og kapitlerne 7-56 blev udgivet fordelt på bind 2-7. Udgivelsen af bind 8 med kapitel 57-65 var programsat til marts 2007, men både udgivelsen og fortsættelsen af serien i det hele taget blev imidlertid udskudt på ubestemt tid uden nærmere forklaring. I august 2009 kunne magasinet Young Animal Island 9/2009 (et søstermagasin til Young Animal) imidlertid bekræfte, at serien ville blive genoptaget, og at bind 8 og 9 ville blive udgivet i tilslutning hertil.. 23. oktober 2009 begyndte serien så atter i Young Animal med kapitel 75, mens bind 8 og 9 (kapitel 57-74) begge udsendtes 29. oktober 2009. I marts 2010 var det dog slut med kapitel 83, der bragtes i Young Animal 6/2010. De sidste ni kapitler udsendtes efterfølgende i det afsluttende bind 10 29. juli 2010. I denne anledning bragtes desuden et ekstra kapitel i Young Animal 16/2010, der dog ikke er udgivet i bind.
Serien er ikke oversat til dansk, men de ni første bind er udsendt på engelsk af Tokyopop i det bind 8 og 9 er samlet i et tykt bind 8. Om det sidste bind i serien også vil blive oversat til engelsk er dog uvidst, da Tokyopop i mellemtiden har indstillet udgivelsen af manga på engelsk. Til gengæld har Egmont Manga & Anime oversat alle ti bind til tysk.

### Synopsis
| Bind | Udgivet          | Japansk ISBN           |
| --- | ---------------- | ---------------------- |
| 1 | 29. juli 2003    | ISBN 4-592-13457-5     |
| Yoshinori er fascineret af at bære pigetøj og tager gerne selvportrætter af sig selv som pige. Men han og hans kvindelige jeg Yuki roder sig ud i et flerkantet forhold indvolverende både nabopigen Hidari, som elsker ham, og klassekammeraten Minamo, hvis panser Yuki nedbryder.                                                                                            |                  |                        |
| 2 | 29. januar 2004  | ISBN 4-592-13458-3     |
| Yoshinori er vokset for meget til at kunne gå for pige og vil derfor lægge pigetøjet på hylden, men Minamo vil kun træffe ham som Yuki. Men selvsamme Yuki fanger Watarus interesse. Alt imens Hidari forsøger at overvinde aldersbarrieren mellem hende og Yoshinori. |                  |                        |
| 3 | 29. juni 2004    | ISBN 4-592-13459-1     |
| Efter at det står klart, at Yoshinori har løjet for Hidari om deres første kys, prøver begge at reparere forholdet. Men at bryde med Minamo er lettere sagt end gjort for Yoshinori. Til gengæld lærer begge Toko at kende. |                  |                        |
| 4 | 28. februar 2005 | ISBN 4-592-14384-1     |
| Både Hidari og Miki vil under en hotelferie vise, at de ikke er børn længere, men deres respektive forsøg derpå går ikke helt vellykket. Siden dyrker Yoshinori venskabet med Wataru, der stadig elsker Yuki og ikke synes at opdage den forelskede Nobuko lige foran sig. |                  |                        |
| 5 | 29. juli 2005    | ISBN 4-592-14385-X     |
| Miki tænker tilbage på sit forhold til Morii-familien. Yoshinori kommer Kodama til hjælp med malningen. Minamos fødselsdagsfejring hos Yoshinori bliver tættere end som så. Og endelig har Kagami hjertesorger. |                  |                        |
| 6 | 27. januar 2006  | ISBN 4-592-14386-8     |
| Yoshinori dyrker forholdene til både Hidari og Minamo og som Yuki til Wataru. Men Yoshinoris kvindelige jeg kommer mere og mere frem i lyset, og han ser Minamo og Miki som idealer. Men måske har han i virkeligheden forelsket sig i selv, i Yuki? |                  |                        |
| 7 | 29. august 2006  | ISBN 4-592-14387-6     |
| Hidari og Hotta deltager i en fodboldturnering med Yuki og Wataru som tilskuere. På en følgende ferie til havet søger Yoshinori at genoprette forholdet til Minamo, som han har såret. Men hvad de ikke ser er, at det giver Hidari hjertesorger, som Kagami måske imidlertid kan afhjælpe.                                                                                     |                  |                        |
| 8 | 29. oktober 2009 | ISBN 978-4-592-14648-3 |
| Yoshinori og Minamo går til sommerfestival, men efterspillet går ikke rigtig som ønsket. Tilbage på skolen nærmer den årlige festival her sig. Klassen laver en tjenestepigecafe med Wataru og Kodama som servitricer og Yoshinori i køkkenet. Men hans tanker krydses af både det anspændte forhold til Hidari og af skolens teaterstjerne Shiba, der har forelsket sig i ham. |                  |                        |
| 9 | 29. oktober 2009 | ISBN 978-4-592-14649-0 |
| Wataru får en længe ønsket date med Yuki men ender med at blive såret i benet. Fatalt for en fodboldspiller ved Yoshinori, der har delvis skyld deri og nu må undskylde hos Wataru. Siden er det anstrengte forhold mellem den højt aspirerende Toko og og den svagere Kodama i fokus, og også her bliver Yuki involveret.                                                      |                  |                        |
| 10 | 29. juli 2010    | ISBN 978-4-592-14650-6 |
| Hidari ønsker sig en tur med overnatning og sex for at fejre sin optagelse på gymnasiet. Men for Yoshinori betyder denne tur til Kyoto ikke kun opfyldelse af længe nærede drømme men også en konfrontation med Minamo - og med Yuki. |                  |                        |

## Bonushistorier
Bind 1 indeholder som bonus to korte mangaer. Den ene, Tomochika Miyanos første, Soda Water the Color of Skin (肌色ソーダ水, Hadairo soodasui) handler om kærlighed ved og i svømmebassinet. I den anden, Miyanos tredje og yndlings, Those Insolent Legs in the Rain (ナマイキなあまあし, Namaiki naamaashi) er det en regnvejr, der sætter gang i kærligheden.
Bind 2 indeholder som bonus Miyanos anden manga, Reason. Her bliver en dreng fanget i en trekant mellem en veninde og sin søster.
Derudover har Miyano lavet en manga i tre kapitler fordelt på bind 5, 6 og 7 kaldet Little Sister is an Honor Student (妹は優等生, Imouto ha yuutousei). Den foregår et par år forud for Yubisaki Milk Tea og handler om Minamo og hendes forhold til storebroren Marimo.
Endelig markeredes udgivelsen af seriens tiende og sidste bind med et ekstra kapitel, der bragtes i Young Animal 16/2010. Kapitlet, der ikke er optaget i bind, foregår efter den egentlige series afslutning og fokuserer på Hidari og Kagami.

## Hørespil-cd
Serien foreligger også som hørespil-cd i form af Yubisaki Milk Tea drama (ゆびさきミルクティー ドラマ, Yubisaki Miruku Tii Dorama), der blev udgivet i Japan 23. juli 2004. Cd'en, der er baseret på bind 1, har stemmer af Mitsuki Saiga (Yoshinori), Mamiko Noto (Hidari), Yukari Tamura (Minamo), Kyouko Hikami (Miki), Toshiyuki Toyonaga (Wataru) og Hiroyuki Harada (Koyama).